# Naiara Egozkue
Naiara Egozkue Extremado (Pamplona, 21 de octubre de 1983) es una exjugadora española de balonmano. Ocupaba la posición de extremo izquierdo. Fue internacional con la selección española, con la que se logró la medalla de plata en el Europeo de Hungría y Croacia 2014.

## Trayectoria
Naiara Egozkue comenzó en 1994, con el balonmano en el club español Beti Onak Villava. Diez años más tarde debutó como profesional, en la SD Itxako bajo contrato. Con Itxako ganó en 2009, 2010, 2011 y 2012 la Liga ABF, la Copa de la Reina en 2010, 2011 y 2012 y la Copa EHF de 2009. Además, fue finalista en 2008 en la Copa EHF y en 2011 de la Liga de Campeones de la EHF.
A partir de la temporada 2012/13 se postuló para la Liga de Alemania de balonmano con el Bayer 04 Leverkusen, debido a la crítica situación económica del Itxako y del balonmano español, en general. 
En el verano de 2014, regresa a España, fichando por uno de los equipos punteros de la época, el Mecalia Atlético Guardés en el que estuvo hasta la temporada 2018/19 con un año en el Balonmano Zuazo (2016/17).

## Selección nacional
Ha sido internacional absoluta con la selección española en 52 ocasiones (73 goles), aunque no estuvo presente en los Juegos Olímpicos de Londres de 2012, donde consiguieron el bronce, ni en el bronce cosechado en el Campeonato Mundial de Balonmano Femenino de 2011 en Brasil.
Sí, que estuvo en el Campeonato Mundial de Balonmano Femenino de 2013, disputado en Serbia, anotando cinco goles en seis partidos, aunque acabando en una discreta 11º plaza.
Fue también convocada para el Campeonato Europeo de Balonmano Femenino de 2014, que se está disputando conjuntamente en Hungría y Croacia. Superaron la primera fase con pleno de victorias y puntos tras vencer a Polonia, Rusia y Hungría. Sin embargo en la Maind Round perdieron sus dos primeros partidos ante Noruega y Rumanía. Finalmente en el decisivo y último partido, lograron una impresionante victoria ante Dinamarca por 29-22 para pasar por segunda vez en su historia a unas semifinales de un Europeo. En las semifinales se vengaron de su derrota ante Montenegro en los JJOO ganando por un vibrante 19-18, pasando a su segunda final de un Europeo. En la final se volvieron a cruzar contra Noruega perdiendo por 28-25 y acabando finalmente con una gran medalla de plata. En el plano individual Naiara jugó 8 partidos en los que anotó 6 goles, siendo un buen relevo de Eli Pinedo.
De nuevo, en 2015 es llamada para disputar el Campeonato Mundial de Balonmano Femenino de 2015 en Dinamarca. En la fase de grupos, comienzan ganando a Kazajistán (partido en el que marcó el primer gol de España en el Mundial), aunque luego pierden 28-26 ante la potente Rusia. Pese a esa derrota, se rehacen, y luego consiguen ganar cómodamente a Rumanía por 26-18 y golear a la débil Puerto Rico por 39-13. Finalmente, en el último partido de la liguilla de grupos caen ante Noruega por 26-29, acabando terceras de grupo y teniendo un complicado cruce en octavos de final ante Francia. Finalmente, en octavos fueron eliminadas por las francesas tras un penalti muy dudoso con el tiempo cumplido (22-21). No obstante, el arbitraje fue muy cuestionado por diversas exclusiones dudosas para las españolas, y por una roja directa también muy dudosa a Carmen Martín. Ante esta situación, las guerreras fueron eliminadas en octavos (al igual que el último Mundial), siendo duodécimas. En el aspecto individual, Egozkue jugo todos los partidos y anotó 10 goles.  

### Participaciones en Campeonatos del Mundo
| Mundial                                          | Sede      | Resultado        | Partidos | Goles |
| ------------------------------------------------ | --------- | ---------------- | -------- | ----- |
| Campeonato Mundial de Balonmano Femenino de 2013 | Serbia    | Décimo puesto    | 6        | 5     |
| Campeonato Mundial de Balonmano Femenino de 2015 | Dinamarca | Duodécimo puesto | 6        | 10    |

### Participaciones en Campeonatos de Europa
| Europeo                                          | Sede              | Resultado   | Partidos | Goles |
| ------------------------------------------------ | ----------------- | ----------- | -------- | ----- |
| Campeonato Europeo de Balonmano Femenino de 2014 | Hungría y Croacia | Subcampeona | 8        | 6     |

## Palmarés

### Selección española
- Medalla de plata en el Europeo Hungría 2014.